# San Jacinto (Uruguay)

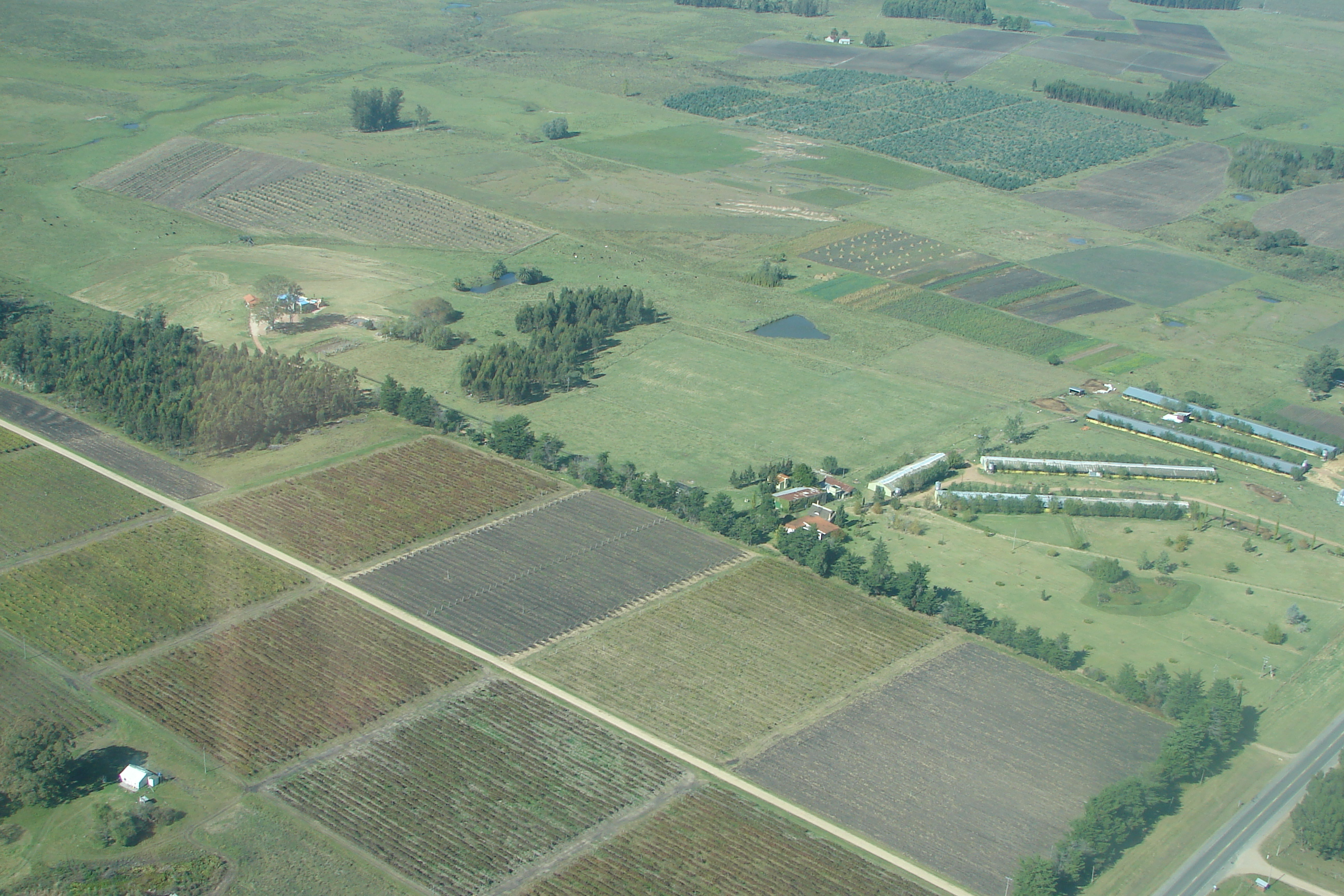
Vignoble de San Jacinto

San Jacinto est une ville et une municipalité de l'Uruguay située dans le département de Canelones. Sa population est de 4 510 habitants.

## Population
Sa population est de 4 510 habitants environ (2011).
| Année | Population |
| ----- | ---------- |
| 1963  | 1 905      |
| 1975  | 2 244      |
| 1985  | 2 795      |
| 1996  | 3 596      |
| 2004  | 3 909      |
| 2011  | 4 510      |

Référence,

## Gouvernement
Le maire (alcalde) de la ville est Raúl Detomasi (Parti national).